# حقوق المواطن والشرطة
حقوق المواطن والشرطة (بالألمانية : Bürgerrechte & Polizei) هي جريدة ألمانية أسست عام 1978 وتصدرها مطبعة برلينر فيرلاج، وتقوم بإصدارها هيئة أهلية مسجلة بمدينة برلين.
تختص موضوعات الجريدة الأهلية بعلاقة الشرطة وحقوق المواطن. واختصار عملها هو CILIP ويعني بالإنجليزية „Civil Liberties and Police“,
كما كانت تصدر لها جريدة باللغة الإنجليزية.
تصدر الجريدة ثلاثة مرات في السنة، ورقمها الإصداري العالمي
ISSN]] 0932-5409).
وتخصص الجريدة منذ عام 1991 على موضوعا بعينه تكتب عنه وتناقشه بإسهاب.
وقد أسست الجريدة في منتصف السبعينيات من القرن الماضي بغرض الاعتراض على سياسة الحكومة الألمانية الخارجية والقومية آنذاك، التي كانت تتبعها حكومة هيلموت شميت. وأسسها أستاذ العلوم السياسية وولف ديتر نار . ونشأ عام 1991 عنها معهد حقوق المواطن والأمن العام والذي احتضنته الجامعة الحرة ببرلين FU Berlin.
حازت الجريدة على جائزة فيرنر هولتفورت عام 2005 التي تقدمها التكية الخيرية هولتفورت .
وتتعامل الجريدة مع صفحة الإنترنت المسماة Internetportal Linksnet.

## اقرأ أيضا
- دليل إبراهيم للحوكمة في أفريقيا
- حقوق الإنسان
- قانون الحفاظ على الحيوان
- جمعية رعاية
- جمعية تطوعية
- مجتمع مدني
- ديموقراطية حديثة